# Бэдлсмир, Бартоломью, 1-й барон Бэдлсмир
Бартоломью Бэдлсмир (англ. Bartholomew de Badlesmere; приблизительно 1275 — 14 апреля 1322, Кентербери, Кент, Королевство Англия) — английский аристократ, крупный землевладелец, 1-й барон Бэдлсмир с 1309 года. Участвовал в войнах во Франции и Шотландии, сражался при Фолкерке и Бэннокбёрне. В правление Эдуарда II входил в число лордов-ордайнеров, пытавшихся ограничить королевскую власть, позже стал одним из доверенных лиц монарха, в конфликте между Эдуардом и врагами его фаворитов принадлежал к «центристам». В 1321 году примкнул к мятежникам. После поражения в Войне Диспенсеров был казнён как изменник.

## Биография
Бартоломью де Бэдлсмир принадлежал к рыцарскому роду, главная резиденция которого, замок Бэдлсмир, находилась в графстве Кент. Отец Бартоломью по имени Гинселин был рыцарем-баннеретом и занимал в 1274—1281 годах должность юстициария Честера, матерью Бартоломью была Джоан Фиц-Бернард. В семье, кроме единственного сына, родилась дочь Мод, ставшая женой Роберта Бергерша, 1-го барона Бергерша.
Бартоломью родился приблизительно в 1275 году. Вслед за отцом он пошёл на королевскую службу: в 1294 году принимал участие в военных действиях в Гаскони, в 1297 сопровождал короля Эдуарда I во Фландрию, в 1298 году сражался с шотландцами Уильяма Уоллеса при Фолкерке, где англичане одержали победу. В связи с событиями 1299 года Бэдлсмир упоминается как один из придворных рыцарей. В 1301 году, после смерти отца, он унаследовал семейные владения, в 1303 и 1304 годах снова воевал в Шотландии. В 1307 году Бартоломью в качестве рыцаря представлял Кент в парламенте, заседавшем в Карлайле; это показывает рост его значимости во внутрианглийской политической жизни.
При новом короле, Эдуарде II, взошедшем на престол в 1307 году, возвышение Бэдлсмира ускорилось. Сэр Бартоломью стал констеблем Бристольского замка, начал получать земельные пожалованья (в частности, в 1309 году он получил замок и манор Чилхем в Кенте). 26 октября 1309 года его вызвали в парламент как барона Бэдлсмира. Тем не менее во время политического кризиса 1310—1312 годов новоявленный лорд продемонстрировал оппозиционные настроения. Он был одним из тех аристократов, которые в марте 1310 года потребовали от короля изгнания фаворита Пирса Гавестона и проведения масштабных реформ (впоследствии их прозвали «лордами-ордайнерами»). В ходе конфликта Бэдлсмиру пришлось вернуть короне Бристольский замок, но после гибели Гавестона он помирился с монархом и вернул его расположение.
К тому моменту сэр Бартоломью был связан тесными узами со многими могущественными лордами Англии. Генри де Ласи, 3-й граф Линкольн, был его сеньором по ряду ленов, Роберт Клиффорд, 1-й барон де Клиффорд, — товарищем по шотландским походам; наиболее тесной была связь с крупным магнатом Гилбертом де Клером, 8-м графом Глостером, на двоюродной сестре которого Бэдлсмир женился. В 1314 году сэр Бартоломью в очередной раз отправился против шотландцев в свите Глостера, и в решающей битве при Бэннокбёрне англичане были наголову разгромлены. Барон не пришёл на помощь Гилберту де Клеру, и тот погиб в схватке; Бэдлсмир подвергся критике, но серьёзных последствий для него этот инцидент не имел.
Некоторое время сэр Бартоломью был одним из ближайших советников короля. Вместе с Эмером де Валенсом, 2-м графом Пембруком, он возглавил очередной шотландский поход (1315), позже сыграл важную роль в подавлении восстания Лливелина Лесного в Уэльсе и беспорядков в Бристоле, направленных против самого барона (1316). Именно Бэдлсмира Эдуард II направил в конце 1316 года к папе римскому Иоанну XXII со специальной миссией — добиваться разрешения не выполнять ордонансы 1311 года.
В противостоянии между Эдуардом и частью знати, недовольной возвышением новых королевских любимцев, сэр Бартоломью сначала находился на умеренных позициях. В 1317 году он и граф Пембрук пытались сдержать аппетиты самого неумеренного из фаворитов, Роджера Дамори, чтобы успокоить главу оппозиции — графа Томаса Ланкастерского. В том числе благодаря усилиям Бэдлсмира в августе 1318 года был заключён Ликский договор, согласно которому Эдуард восстанавливал свою власть и прощал всех баронов, прежде выступавших против него. Сэр Бартоломью укрепил своё положение, завязав дружбу с ещё одним любимцем короля, Хью ле Диспенсером Младшим. В ноябре 1318 года барон получил должность управляющего королевским двором, на которую претендовал Ланкастер; это сделало графа его врагом.
Следующие два года Бэдлсмир оставался в ближайшем окружении короля. Однако летом 1321 года он поддержал баронов, начавших войну против Эдуарда и Диспенсеров. Причиной тому стали недовольство сэра Бартоломью чрезмерным возвышением Хью Младшего и его связь с баронами Валлийской марки, для которых Диспенсеры, Хью и его отец, были заклятыми врагами (в частности, Бэдлсмир выдал свою дочь за одного из сыновей Роджера Мортимера). Маршем на Лондон мятежники заставили короля выслать фаворитов из страны и конфисковать их владения. Однако Бэдлсмир, по-видимому, понимал, что этим дело не закончится: он приготовил все свои крепости к продолжению войны, а казну оставил в наиболее укреплённом замке Лидс в Кенте, под присмотром своей жены (сам он находился в Оксфорде). Именно в этом замке в октябре 1321 года попросила гостеприимства жена Эдуарда, Изабелла Французская, направлявшаяся на богомолье. Баронесса отказалась её впустить, и её люди даже обстреляли эскорт королевы. Эдуард счёл себя оскорблённым, написал Бэдлсмиру, а тот ответил ему, что одобряет действия супруги. Тогда король собрал армию и осадил Лидс. Эти события стали началом нового этапа военного противостояния — более драматичного и жестокого, чем предыдущий. Общественное мнение теперь было на стороне королевы, а Бэдлсмир и с ним другие мятежные бароны выглядели как нарушители общественного спокойствия; поэтому историки допускают, что вся эта история была провокацией, которую организовал Эдуард.
Мортимер и Хамфри де Богун, 4-й граф Херефорд, двинулись на помощь Лидсу, но Ланкастер (всё ещё враг Бэдлсмира) отказался их поддержать, и они остановились на полпути. В итоге замок пал. Жена, дети, сестра и племянник сэра Бартоломью, находившиеся в замке, оказались в заключении. В течение ноября 1321 года королю сдались и остальные замки Бэдлсмира. Барон присоединился к лордам Марки и принял участие в битве при Боробридже, где мятежники были наголову разгромлены (16 марта 1322 года). Он спрятался у своего племянника Генри Бергерша, епископа Линкольна, в Стоу-Парке, но его нашли и схватили. 14 апреля в Кентербери сэра Бартоломью повесили, а потом обезглавили.

## Семья и наследство
До 30 июня 1308 года Бартоломью Бэдлсмир женился на Маргарет де Клер, дочери Томаса де Клера, 1-го барона Томонда, и Джулианы Фицджеральд. В этом браке родились:
- Марджори (приблизительно 1306[11]—1363[12]), жена 1) Уильяма де Роса, 2-го барона де Роса, 2) сэра Томаса Арундела, 3) сэра Джона Авенела[12];
- Мод (около 1310—1366)[11], жена 1) Роберта Фицпейна и 2) Джона де Вера, 7-го графа Оксфорда[13];
- Элизабет (приблизительно 1313—1356)[14], жена Эдмунда Мортимера, 1-го барона Мортимера, и Уильяма де Богуна, 1-го графа Нортгемптона[11];
- Жиль (1314—1338), 2-й барон Бэдлсмир[4];
- Маргарет (приблизительно 1315 — после 1338), жена Джона Типтофта, 2-го барона Тибтота[11].

К моменту гибели сэр Бартоломью был богатым землевладельцем: ему принадлежали как минимум 46 поместий в восьми графствах Англии. Все эти владения были конфискованы, а дети барона находились в заключении до 1326 года. После свержения Эдуарда II они вышли на свободу, Жиль получил отцовские земли и стал вторым бароном Бэдлсмиром. Он умер совсем молодым и бездетным в 1338 году, так что баронский титул перешёл в состояние ожидания, а владения Бэдлсмиров были разделены между четырьмя сёстрами.

## Оценки личности и деятельности
Британский историк Д. Маддикотт, автор статьи о Бэдлсмире в «Национальном биографическом словаре», констатирует, что барон обладал способностями военного и дипломата. Изначально сэр Бартоломью был настроен лояльно по отношению к королевской власти, и его участие в мятеже, по мнению историка, показывает, что Эдуард II был бездарным управленцем.